# 존 시와크
존 시왁(John Shiwak, 1889년 ~ 1917년 11월 21일)은 제1차 세계 대전 당시 뉴펀들랜드 출신의 저격수였다. 그는 뉴펀들랜드 연대 소속이었으며 전쟁 중 영국군에서 가장 뛰어난 저격수 중 한 명으로 평가받았다.
이누이트족인 시왁은 그의 고향인 리고렛 근처의 작은 공동체인 쿨드삭에 살았으며, 리고렛은 멜빌호 입구에 위치해 있었다. 가족 전설에 따르면, 시왁의 성은 그렌펠 선교회의 해리 패던에 의해 '새로 형성된 얼음'을 뜻하는 이누이트어인 시코악에서 시왁으로 변경되었다고 한다. 그는 래브라도 내륙 깊은 곳과 고향 근처의 래브라도해에서 사냥을 했으며, 그곳에서 소총 다루는 법을 배웠다.
시왁은 1905년 그레이트브리튼섬에서 설립되어 1911년 뉴펀들랜드에서 활동을 시작한 준군사 조직인 프런티어맨 군단에 입대했다. 1915년 시왁은 리고렛을 떠나 세인트존스로 가서 7월 24일 뉴펀들랜드 연대에 입대했다. 전쟁 중 그의 상관들은 그의 뛰어난 사격 능력을 인정하여 1917년 4월 16일 그를 창기병으로 진급시켰다. 1917년 11월 21일, 그와 여섯 명의 동료 병사들은 마니에르에서 포탄에 맞아 사망했다.
R.H. 테이트 대위는 1918년 2월 12일에 작성된 편지에서 존 시왁의 죽음에 대한 다음과 같은 세부 정보를 제공했다: "나는 위 하사관이 사망하던 11월 21일 아침에 현장에 있었다. 우리는 20일 공격에서 마을(마니에르)의 일부를 점령했고, 그날 밤 통합된 진지를 유지했다. 다음 날 우리는 마을 반대편에 진지를 점령하고 필요시 역습 대대 역할을 하라는 명령을 받았다. 우리는 슈크레리(Sucrerie)에 집결하여 진영을 갖춘 후, 대대 본부가 위치할 다른 설탕 공장을 향해 운하 제방을 따라 진행했다. 적군은 당시 제방에 포격을 가하고 있었는데, 한 포탄이 우리 대열 한가운데에 터져 시왁 하사관을 포함한 7명이 사망하고 약 10명이 부상당했다. 시왁은 그날 오후 마니에르 마을, 그가 쓰러진 곳 가까이에 묻혔다. 그는 모든 계급에게 크게 사랑받는 인물이었고, 뛰어난 정찰병이자 관측병이었으며, 모든 면에서 철저히 훌륭하고 믿을 수 있는 사람이었기에 전 연대에서 그의 상실은 뼈저리게 느껴졌다. 시왁은 그를 알았던 모든 사람들에게 오랫동안 기억될 것이다."
2014년, 뉴펀들랜드 메모리얼 대학교의 새로운 기숙사 건물은 그의 명예를 기려 시왁 홀로 명명되었다.
2023년 6월 30일, 시왁을 기리는 기념 명판이 프랑스 마니에르에서 공개되었다.

## 같이 보기
- 뉴펀들랜드 래브라도주의 인물 목록
- 뉴펀들랜드 래브라도주의 공동체 목록